# Sinevir
Sinevir (ukr. Синевир) je najveće jezero u ukrajinskom dijelu Karpata nalazi se u Zakarpatskoj oblasti.
Jezero se nalazi u sjeverozapadnom dijelu Nacionalnog parka prirode Sinevir u blizini 1.495 metara visoke planine Ozerne. Nalazi se na nadmorskoj visini od 989 metara, ima promjenjivu površinu od 0,04 do 0,07 km2. Nastalo je poslije ledenog doba prije oko 10.000 godina, nakon snažnog potresa koji je urušio dio planine i zatvorio dolinu branom. 
Razina vode u jezeru stalno se mijenja, povećana je tijekom pljuskova i intenzivnog topljenja snijega, a smanjena tijekom zime i sušnog razdoblja. Kao rezultat toga razina vode varira od 4 do 4,5 metara, površina varira između 4 i 7 ha, a njegova maksimalna dubina varira između 18 i 23,5 metara.
Za šumu oko jezera u kojoj rastu jele vjeruje se da je stara 140 do 160 godina. Tu je i vrlo mali otok na sredini jezera s površinom od nekoliko kvadratnih metara, koji se zove Morsko Oko. Otok je poplavljen za većeg vodostaja.

## Vanjske poveznice
|  | Zajednički poslužitelj ima još gradiva o temi Sinevir |

- [neaktivna poveznica]
- Jezero Sinevir fotografije i opis